# Nazionale maschile di hockey su ghiaccio della Slovacchia

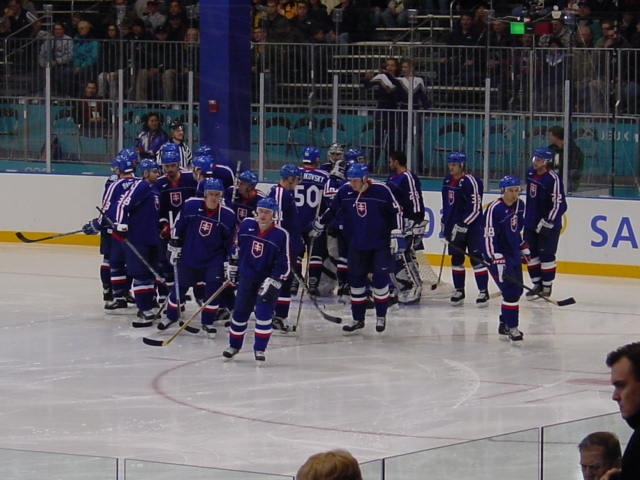
La selezione slovacca a

La nazionale di hockey su ghiaccio maschile della Slovacchia (in slovacco Slovenské národné hokejové mužstvo) è la selezione nazionale maschile che rappresenta la Slovacchia nell'hockey su ghiaccio in ambito internazionale.
Si tratta di una delle selezioni nazionali più importanti della disciplina, avendo vinto un campionato del mondo nel 1992 e in altre due occasioni essendosi classificata tra le prime tre.
Nata nel 1994 dopo la separazione della Cecoslovacchia, ai XIX Giochi olimpici invernali di Salt Lake City, a causa di una coincidenza di date, la Slovacchia non poté impiegare i giocatori impegnati nella NHL per il turno preliminare. Sebbene questo fosse vero per tutte le altre nazionali, la Slovacchia fu particolarmente penalizzata, a causa del gran numero di giocatori impegnati in NHL, e per questo motivo, nonostante fosse potenzialmente una delle nazionali più forti, fu subito eliminata e finì soltanto tredicesima. Questo episodio fece talmente scalpore nel mondo dell'hockey che la federazione decise, a partire da Torino 2006, di cambiare il regolamento.
Tra i più forti hockeisti slovacchi oggi in attività vanno ricordati Marián Gáborík, Marián Hossa, Marcel Hossa, Miroslav Šatan, e il più alto giocatore nella storia della NHL, Zdeno Chára. Non va dimenticato il compianto Pavol Demitra, perito nell'incidente aereo della Lokomotiv Jaroslavl'.
Alla fine degli anni '90, i St. Louis Blues schieravano Ľuboš Bartečko, Michal Handzuš, e Pavol Demitra nella stessa linea. I tre, conosciuti come lo "Slovak Pack,", potevano comunicare in campo nella loro lingua natia senza che gli avversari potessero capire quello che si dicevano.

## Campionati del mondo
| Edizione | Sede                              | Piazzamento                                               |        |
| -------- | --------------------------------- | --------------------------------------------------------- | ------ |
| 1992     |                                   | n/d                                                       |        |
| 1993     |                                   | n/d                                                       |        |
| 1994     | Spišská Nová Ves e Poprad         | 21º posto (1º posto nel Gruppo C1)                        | roster |
| 1995     | Bratislava Slovacchia             | 13º posto (1º posto nel Gruppo B)                         | roster |
| 1996     | Vienna                            | 9º posto                                                  | roster |
| 1997     | Helsinki, Tampere e Turku         | 8º posto                                                  | roster |
| 1998     | Zurigo e Basilea                  | 7º posto                                                  | roster |
| 1999     | Oslo, Hamar e Lillehammer         | 7º posto                                                  | roster |
| 2000     | San Pietroburgo                   | 2º posto                                                  | roster |
| 2001     | Colonia, Norimberga e Hannover    | 7º posto                                                  | roster |
| 2002     | Göteborg, Jönköping e Karlstad    | 1º posto                                                  | roster |
| 2003     | Helsinki, Tampere e Turku         | 3º posto                                                  | roster |
| 2004     | Praga e Ostrava                   | 4º posto                                                  | roster |
| 2005     | Vienna e Innsbruck                | 5º posto                                                  | roster |
| 2006     | Riga                              | 8º posto                                                  | roster |
| 2007     | Mosca e Mytišči                   | 6º posto                                                  | roster |
| 2008     | Québec e Halifax                  | 13º posto                                                 | roster |
| 2009     | Berna e Kloten                    | 10º posto                                                 | roster |
| 2010     | Colonia, Mannheim e Gelsenkirchen | 12º posto                                                 | roster |
| 2011     | Bratislava e Košice               | 10º posto                                                 | roster |
| 2012     | Helsinki e Stoccolma              | 2º posto                                                  | roster |
| 2013     | Stoccolma e Helsinki              | 8º posto                                                  | roster |
| 2014     | Minsk                             | 9º posto                                                  | roster |
| 2015     | Praga e Ostrava                   | 9º posto                                                  | roster |
| 2016     | Mosca e San Pietroburgo           | 9º posto                                                  | roster |
| 2017     | Colonia e Parigi                  | 14º posto                                                 | roster |
| 2018     | Copenaghen e Herning              | 9º posto                                                  | roster |
| 2019     | Bratislava e Košice               | 9º posto                                                  | roster |
| 2020     |                                   | Competizioni annullate a causa della pandemia di COVID-19 |        |
| 2021     | Riga                              | º posto                                                   | roster |

## Olimpiadi
| Edizione | Sede           | Piazzamento |        |
| -------- | -------------- | ----------- | ------ |
| 1994     | Lillehammer    | 6º posto    | roster |
| 1998     | Nagano         | 10º posto   | roster |
| 2002     | Salt Lake City | 13º posto   | roster |
| 2006     | Torino         | 5º posto    | roster |
| 2010     | Vancouver      | 4º posto    | roster |
| 2014     | Soči           | 11º posto   | roster |
| 2018     | Pyeongchang    | 11º posto   | roster |

## World Cup of Hockey
| Anno | Competizione        | Sede                                                                                               | Piazzamento   |        |
| ---- | ------------------- | -------------------------------------------------------------------------------------------------- | ------------- | ------ |
| 1976 | Canada Cup          | Ottawa, Toronto, Montréal Filadelfia                                                               | non disputato |        |
| 1981 | Canada Cup          | Edmonton, Winnipeg, Montréal e Ottawa                                                              | n/d           |        |
| 1984 | Canada Cup          | Halifax, Montréal, London, Edmonton, Vancouver, Calgary Buffalo                                    | n/d           |        |
| 1987 | Canada Cup          | Calgary, Hamilton, Regina, Sydney, Montréal Hartford                                               | n/d           |        |
| 1991 | Canada Cup          | Toronto, Hamilton, Saskatoon, Montréal, Québec Pittsburgh, Detroit e Chicago                       | n/d           |        |
| 1996 | World Cup of Hockey | Vancouver, Ottawa e Montréal New York e Filadelfia Stoccolma Helsinki Garmisch-Partenkirchen Praga | 7º posto      | roster |
| 2004 | World Cup of Hockey | Toronto e Montréal Saint Paul Stoccolma Helsinki Colonia Praga                                     | 7º posto      | roster |
| 2016 | World Cup of Hockey | Toronto                                                                                            | n/d           |        |